# Васнюв (гміна)
Гміна Васнюв (пол. Gmina Waśniów) — сільська гміна у східній Польщі. Належить до Островецького повіту Свентокшиського воєводства.
Станом на 31 грудня 2011 у гміні проживало 7107 осіб.

## Територія
Згідно з даними за 2007 рік площа гміни становила 111.29 км², у тому числі:
- орні землі: 81.00%
- ліси: 15.00%

Таким чином, площа гміни становить 18.06% площі повіту.

## Населення
Станом на 31 грудня 2011:
| Опис     | Загалом | Загалом | Чоловіки | Чоловіки | Жінки | Жінки |
| -------- | ------- | ------- | -------- | -------- | ----- | ----- |
| одиниця  | осіб    | %       | осіб     | %        | осіб  | %     |
| все      | 7107    | 100     | 3563     | 50.13    | 3544  | 49.87 |
| міське   | 0       | 100     | 0        |          | 0     |       |
| сільське | 7107    | 100     | 3563     | 50.13    | 3544  | 49.87 |

## Сусідні гміни
Гміна Васнюв межує з такими гмінами: Бацьковіце, Бодзехув, Кунув, Лаґув, Нова Слупія, Павлув, Садове.